# Jean Tirole
Jean Tirole, né le 9 août 1953 à Troyes, dans l'Aube, est un économiste français, ingénieur général des ponts et des eaux et forêts.
Il est directeur d'études à l'École des hautes études en sciences sociales (EHESS), président de la fondation Jean-Jacques-Laffont - Toulouse School of economics (TSE), directeur scientifique de l’Institut d'économie industrielle (IDEI) de Toulouse, membre fondateur de l’Institute for Advanced Study in Toulouse (IAST) et professeur invité au Massachusetts Institute of Technology (MIT).
Il est élu à l'Académie des sciences morales et politiques en 2011.
En 2014, il reçoit le Prix de la Banque de Suède en sciences économiques, communément nommé « Prix Nobel d'économie », « pour son analyse du pouvoir de marché et de la régulation ».
Jean Tirole est considéré comme l'un des économistes contemporains les plus influents.

## Formation
Jean Tirole étudie en classes préparatoires au lycée Henri-Poincaré de Nancy et intègre l'École polytechnique, dans la promotion 1973. Il est titulaire d'un doctorat de 3e cycle en mathématiques de la décision à l'université Paris-Dauphine (1978).
Il est également titulaire d'un Ph.D. en sciences économiques obtenu au Massachusetts Institute of Technology (1981) sous la direction d'Eric Maskin (Prix de la Banque de Suède en sciences économiques 2007).

## Recherches
Les recherches de Jean Tirole portent sur l'économie industrielle, avec pour champ d'application la régulation des industries de réseau (en collaboration avec Jean-Jacques Laffont) et du système bancaire, la finance d'entreprise, l’économie internationale, ainsi que les mécanisme incitatifs au sein d'une firme. Tirole étudie également les liens entre l’économie et la psychologie. Un des apports majeur de Jean Tirole est l'utilisation des outils de la théorie des jeux et de la théorie de l’information pour analyser le fonctionnement des marchés et les comportements des entreprises.
Il a proposé des mesures de régulation face aux oligopoles et monopoles qui jouissent d’une position dominante sans en apparence en profiter aux dépens de leurs clients,.
Il plaide pour que les économistes ne se cantonnent pas à leurs propres outils mais adoptent une attitude davantage pluridisciplinaire, en s'appuyant sur les autres sciences sociales, notamment dans le cas de l'économie comportementale.
Jean Tirole enseigne aujourd'hui dans de nombreuses structures de l'enseignement supérieur mondial, mais il reste cependant rattaché à Toulouse School of Economics.
Comme le souligne David Encaoua, professeur émérite à l'Université Paris I : « Jean Tirole n’est pas l’exégète d’une économie de marché libre de toute intervention publique ou l’apôtre de la « puissance du marché » comme certains commentaires l’ont laissé entendre en France mais ce qui lui a valu le prix Nobel, ce sont précisément des travaux qui justifient, au nom de l’intérêt général, la nécessité pour les pouvoirs publics de surveiller, contrôler et réglementer les marchés, que ces marchés soient dominés par un petit nombre d’entreprises en situation d’oligopole ou qu’ils soient en situation de monopole naturel. Les travaux de Jean Tirole sont d’autant plus importants qu’ils se situaient en rupture à la doxa dominante au moment de leur émergence ».

## Reconnaissance

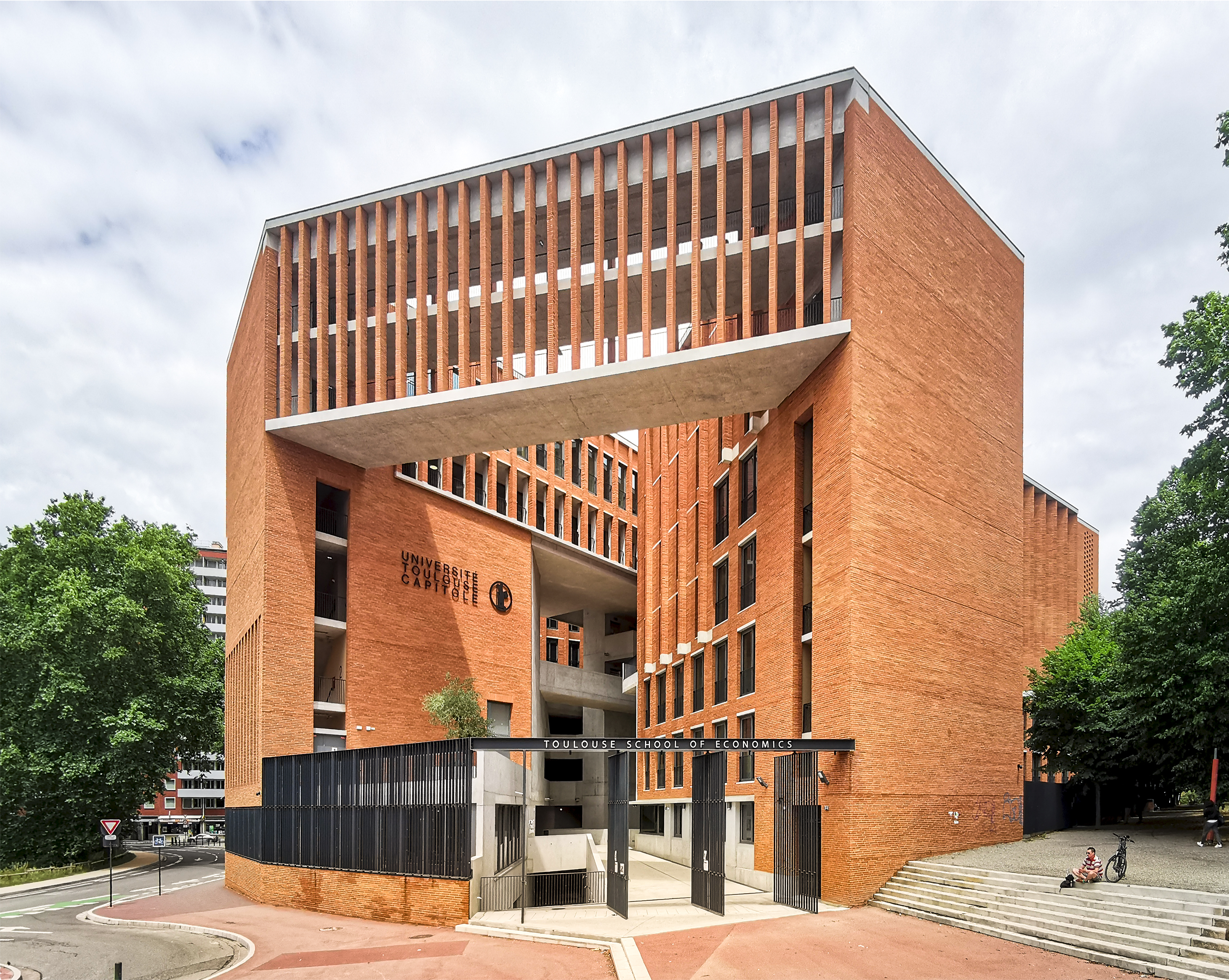
L'école d'économie de Toulouse (TSE).

Jean Tirole, ancien président de la Société d'économétrie et de l’European Economic Association, est docteur honoris causa de l’Université libre de Bruxelles (1989), de l'université de Montréal (HEC, 2007), de la London Business School (2007), de l'université de Mannheim (2011), de l’Athens University of Economics and Business (2012), de l'université de Rome « Tor Vergata » (2012), de l'université Hitotsubashi (2013), de l'université de Lausanne (2013). En 1993, il a reçu le prix Yrjö Jahnsson (qui récompense tous les deux ans un économiste de moins de quarante-cinq ans en Europe) et est nommé membre honoraire étranger de l’Académie américaine des arts et des sciences et de l’American Economic Association. Depuis 2011, il est membre de l'Académie des sciences morales et politiques. En 2012, il reçoit le grand prix de l'Académie d'Occitanie. Fait Honorary Fellow de la Royal Society of Edinburgh, 2013.
Récipiendaire de la médaille d'argent du CNRS en 2002, il reçoit en 2007 la médaille d'or du CNRS, ce qui en fait le second économiste après Maurice Allais à recevoir cette distinction,. Il est le premier lauréat du prix BBVA Foundation Frontiers of Knowledge Awards en économie, finance et management (2008). Il obtient en 2010 le prix Claude Lévi-Strauss, qui vise à reconnaître et à valoriser l'excellence de l'œuvre d'un chercheur en sciences humaines ainsi que le prix en finance décerné conjointement par le Mathematical Sciences Research Institute (MSRI) de Berkeley et le Chicago Mercantile Exchange. Il a reçu le Ross Prize 2013 et le prix Erwin Plein Nemmers d'économie 2014.
En 2014, il est nommé membre du Conseil stratégique de la recherche. Puis il devient le troisième français, après Gérard Debreu en 1983 et Maurice Allais en 1988, à recevoir le « prix de la banque de Suède en sciences économiques » pour son « analyse du pouvoir de marché et de sa régulation ».

## Prises de position dans le débat public
Il intervient en 2016 contre le projet de créer une deuxième section d’économie à l’Université faisant une large place aux sciences sociales et politiques (voir Critiques).
En juin 2021, avec Olivier Blanchard, il remet un rapport à Emmanuel Macron qui soutient entre autres que la taxation de l’héritage en France ne contribue pas suffisamment à la réduction des inégalités. Le rapport est suivi par une proposition de réforme. L'Obs rappelle par ailleurs que cet impôt est déjà le « plus impopulaire de tous les impôts ».

## Critiques
Jean Tirole est régulièrement critiqué par les économistes dits « hétérodoxes », qui l'accusent d'avoir une vision libérale et de vouloir imposer une forme de « pensée unique » en économie.
Lors de l'attribution du prix Nobel à Jean Tirole, les "adversaires du libéralisme économique", tel que la revue mensuelle Alternatives économiques, estimaient que Jean Tirole était favorable à la privatisation du service public, au « capitalisme financier » et opposé au droit du travail. Il est critiqué comme étant représentatif de la ligne néoclassique « orthodoxe ».

## Vie privée
Il est le fils d'un médecin et d'une enseignante. Il a trois enfants.

## Publications
Il a également publié une dizaine d'ouvrages, dont The Theory of Industrial Organization, Game Theory (avec Drew Fudenberg), A Theory of Incentives in Procurement and Regulation (avec Jean-Jacques Laffont), The Prudential Regulation of Banks (avec Mathias Dewatripont), Competition in Telecommunications (avec Jean-Jacques Laffont), Financial Crises, Liquidity, and the International Monetary System, The Theory of Corporate Finance ainsi qu'un livre destiné au grand public, Économie du Bien Commun,.

### Livres
- Dynamic Models of Oligopoly (avec D. Fudenberg), 1986.
- The Theory of Industrial Organization, MIT Press, 1988. Description
- Dynamic Models of Oligopoly (avec Drew Fudenberg, Harwood Academic Publishers GMbH, 1986.
- Game Theory (with D. Fudenberg), MIT Press, 1991.
- A Theory of Incentives in Regulation and Procurement (avec J.-J. Laffont), MIT Press,1993.
- The Prudential Regulation of Banks (avec M. Dewatripont), MIT Press,1994.
- Competition in Telecommunications, MIT Press, 1999.
- Financial Crises, Liquidity and the International Monetary System, Princeton University Press, 2002.
- The Theory of Corporate Finance, Princeton University Press, 2005. Description.
- Balancing the Banks (avec Mathias Dewatripont, et Jean-Charles Rochet), Princeton University Press, 2010.
- Inside and Outside Liquidity (avec Bengt Holmström), MIT Press, 2011.
- Théorie de l'organisation industrielle, Economica, 2015
- Économie du bien commun, Presses universitaires de France, 2016

Co-auteur
- Blanchard, Olivier, Jean Tirole, 2003, Protection de l'emploi et procédures de licenciement, La documentation française [lire en ligne]
- Olivier Blanchard, Dani Rodrik, Jean Tirole, Rapport sur les grands défis économiques, remis à Emmanuel Macron en juin 2021[lire en ligne].

## Prix et distinctions

### Décorations françaises
Le 31 décembre 2006, Jean Tirole est nommé au grade de chevalier dans l'ordre national de la Légion d'honneur au titre de « directeur scientifique d'un institut ; 25 ans de services civils et militaires » puis fait chevalier le 22 juin 2007. Il est promu au grade d'officier le 31 décembre 2014 au titre de « prix Nobel d'économie, membre de l'Institut. » et fait officier le 18 février 2015. Le 15 janvier 2025, il est promu au grade de commandeur au titre de « économiste, prix Nobel d'économie. ».
Le 14 mai 2010, il est nommé au grade d'officier dans l'ordre national du Mérite au titre de « économiste, directeur d'un institut d'économie industrielle ; 29 ans de services civils et militaires ».

### Autres distinctions
- 1989 : docteur honoris causa de l'université libre de Bruxelles
- 1993 : prix Yrjö Jahnsson
- 2002 : médaille d'argent du CNRS
- 2004 : prix Zerilli-Marimo de l'Académie des sciences morales et politiques.
- 2007 : médaille d'or du CNRS[13]
- 2007 : docteur honoris causa de l'Université de Montréal (HEC, 2007)
- 2007 : docteur honoris causa de la London Business School
- 2007 : médaille d'or de la ville de Toulouse
- 2008 : prix BBVA Foundation Frontiers of Knowledge Awards en économie, finance et management
- 2010 : prix Claude Lévi-Strauss[14]
- 2011 : docteur honoris causa de l'université de Mannheim
- 2012 : docteur honoris causa de l'université d'économie d'Athènes
- 2012 : docteur honoris causa de l'université de Rome « Tor Vergata »
- 2012 : grand prix de l'académie d'Occitanie[28]
- 2013 : docteur honoris causa de l'université Hitotsubashi
- 2013 : docteur honoris causa de l'université de Lausanne
- 2013 : Ross Prize
- 2014 : prix Erwin Plein Nemmers en économie[29],[30]
- 2014 : prix de la banque de Suède en sciences économiques
- 2015 : médaille d'honneur de la ville de Troyes[31]
- 2018 : docteur honoris causa de l'université de Bergame